# Ben Rivera
Bienvenido "Ben" Rivera Santana (nacido el 11 de enero de 1968 en San Pedro de Macorís) es un ex lanzador dominicano que jugó en las Grandes Ligas de Béisbol. Jugó tres temporadas en las mayores de 1992 a 1994 para los Bravos de Atlanta y los Filis de Filadelfia. Fue miembro del equipo los Filis cuando estos se coronaron campeones de la Liga  Nacional en 1993. También jugó dos temporadas en la Liga Japonesa para los Hanshin Tigers de 1998 a 1999, y una temporada en Corea para los Samsung Lions en 2001. Además jugó para los Vaqueros Laguna en la Liga Mexicana y para las Estrellas Orientales en la Liga Dominicana.